# Песочин (Богодуховский район)
Песочин (укр. Пісочин), село,
Кленовский сельский совет,
Богодуховский район,
Харьковская область. Другое неофициальное название села - Курулы.
Код КОАТУУ — 6320884504. Население по переписи 2001 г. составляет 47 (21/26 м/ж) человек.

## Географическое положение
Село Песочин находится на правом берегу реки Мерла.
Ниже по течению расположено село Шийчино.
Выше — село Шигимагино.
На противоположном берегу находится село Филатово.

## История
- 1794 — дата основания.

## Происхождение названия
В окрестностях были различные слободы и сёла с названием Пески-Песчанка-Песочин; например Пески Изюмские (в Изюмском уезде, место обретения Песчанской иконы Божией матери в 1754 году, ныне Изюм), Пески Двуречанские (в Купянском уезде), Пески Радьковские (в Купянском уезде), Песчанка (в Купянском уезде), Песчанка (в Константиноградском уезде), Пески Валковские (в Валковском уезде), Пески Харьковские (предместье Харькова, ныне Харьков), Пески Волчанские (предместье Волчанска, ныне Волчанск) Пески Змиевские (в Змиевском уезде).
В окрестностях существует ещё один Песочин, находящийся в соседнем Харьковском районе, основанный около 1664 года.

## Экономика
- В селе есть молочно-товарная ферма.